# Olivier Guignard
Pour les articles homonymes, voir Guignard.
Olivier Guignard, né le 18 janvier 1962 à Paris, est un réalisateur et compositeur français.

## Filmographie

### Réalisateur
- 1991 : Haut les chœurs
- 2002 : Aix mélodie
- 2002 : Même âge, même adresse (TV)
- 2002 : La Vie devant nous (épisodes 1, 2)
- 2003 : Sami, le pion (TV Series) (2 episodes) : Le choix de Sami et A la vie, à la mort
- 2004 : Vénus et Apollon
- 2004 : Élodie Bradford
- 2006 : Jeff et Léo, flics et jumeaux (saison 2)
- 2006 : La Volière aux enfants
- 2007 : Une lumière dans la nuit
- 2008 : Le Repenti
- 2010 : 1788... et demi
- 2011 : Le Choix d'Adèle (TV)
- 2011 : Rituels meurtriers (TV)
- 2012 : Clemenceau (TV)
- 2014 : Marcel Dassault, l'homme au pardessus (TV)
- 2014 : Duel au soleil (série télévisée)
- 2017 : Transferts (TV)
- 2018 : Mémoire de sang (TV)
- 2022 : Pour l'honneur d'un fils (TV)